# Melissa McCarthy
Melissa Ann McCarthy, född 26 augusti 1970 i Plainfield i Illinois, är en amerikansk skådespelare, komiker, producent och modedesigner. Hon anses vara en av de mest inflytelserika, inkomstbringande och bästa skådespelarna på 2000-talet. Hon har vunnit flera priset och nominerats till 2 Oscars.

## Biografi
Melissa McCarthy föddes i Plainfield i Illinois och växte upp på en bondgård i en stor katolsk familj. Hon är kusin med Jenny McCarthy.
Hennes karriär inleddes som ståuppkomiker i Los Angeles och senare New York. Hon sysslade också med improvisationsteater och dragshow under namnet Miss Y.
McCarthy fick sin första TV-debut i komediserien Jenny bredvid sin kusin Jenny McCarthy. Sin filmdebut fick hon med komedin Go (1999) och sågs sedan i en del småroller i filmer som Charlies änglar (2000), Drowning Mona (2000), The Kid (2000), Vit oleander (2002) och Charlies änglar – Utan hämningar (2003). Hon hade under denna tiden också fått rollen som Sookie St. James i tv-serien Gilmore Girls. Hon var med i serien ända till slutet 2007. Hon kom också att vara med i ett avsnitt när den återupplivades för Netflix 2016.
Efter Gilmore Girls spelade hon mot Ryan Reynolds i sci-fi fantasy-filmen The Nines (2007). Hon fick samma år en av huvudrollerna i komediserien Samantha Who?. Hon fick sen biroller i The Back-Up Plan (2010) och Life as We Know It (2010). Hon fick 2010 en av huvudrollerna i komediserien Mike & Molly där hon blev en kritikerfavorit. Rollen gav henne en Emmy för Bästa kvinnliga skådespelare i en komediserie.
McCarthys stora genombrott kom med rollen som Megan Price i Bridesmaids (2011) där både hon och filmen blev kritikerrosad. McCarthy blev även Oscarsnominerad för bästa kvinnliga huvudroll. Hon blev även nominerad till en BAFTA, Critic's Choice och Screen Actors Guild Award. Hon fick tack vare filmen vara värd för Saturday Night Live samma år. I efterhand har regissören Paul Feig berättat att en av de mest minnesvärda scenerna från filmen var helt improviserad av McCarthy.
Efter sin succé med Bridesmaids syntes hon i flera storfilmer som This Is 40 (2012), Baksmällan del III (2013), Identity Thief (2013) och The Heat (2013) varav de två sistnämnda blev succéer både finansiellt och för McCarthy som blev kritikerrosad. 2013 startade McCarthy och hennes man Ben Falcone det egna produktionsbolaget On the Day Productions. Filmen Tammy (2014) blev bolagets första film där McCarthy både spelade och skrev manus till filmen. Filmen kostade 20 miljoner dollar att spela in men tjänade ihop över 100 miljoner dollar och blev en finansiell succé. Men den fick samtidigt väldigt dåliga recensioner och McCarthy blev nominerad till en Razzie för sämsta kvinnliga skådespelare. Samma år spelade hon också huvudrollen mot Bill Murray i filmen St. Vincent där hon blev kritikerrosad och nominerad för bästa kvinnliga skådespelare på Critics Choice Awards.
2015 fick hon en stjärna på Hollywood Walk of Fame och var den tredje bäst betalade skådespelerskan i världen det året. Hon syntes också i filmen Spy med Paul Feig som regissör. Filmen och McCarthy blev hyllad och den var också en finansiell succé. Den ledde också till McCarthys första Golden Globe-nominering. Hon spelade sen i ytterligare en Paul Feig-regisserad film – Ghostbusters (2016). Det var en reboot av filmen med samma namn från 1984 och man hade bytt ut huvudrollsinnehavarna mot kvinnor. Filmen kom därför att få en riktad hatkampanj emot sig för att rösta ned filmens betyg på Internet. Till exempel kom trailern att bli en av de mest ogillade på Youtube. På IMDB röstades betyget ner långt innan filmen hade haft premiär och någon ens hade sett den. Skådespelarna utsattes för så mycket hat på Twitter att Paul Feig var tvungen att svara att de skulle lämna hans rollbesättning i fred. Amerikanska journalister som granskade och analyserade inlägg och kommentarer kom fram till att kritiken mot filmen var enkelspårig och bestod av nästan uteslutande kvinnohat och anti-feminism.
McCarthy syntes 2018 i Life of The Party, The Happytime Murders och Can You Ever Forgive Me?, där hon i sistnämnda ersatte Julianne Moore i huvudrollen som författaren Lee Israel. Hon blev hyllad för sin insats och blev nominerad till sin andra Oscar och sin andra Golden Globe. Hon hade sen huvudrollen i The Kitchen (2019) och Superintelligence (2020). New York Times listade henne vid denna tidpunkt som den 22:a bästa skådespelaren på 2000-talet. 2021 syntes hon i de båda Netflix-produktionerna Thunder Force och The Starling. Hon producerade och medverkade även i tv-serien Nine Perfect Strangers som hon blev hyllad för och fick en Critics Choice-nominering. Hon syntes sen som Ursula i live action-versionen av Den lilla sjöjungfrun (2023) som blev en finansiell succé och McCarthy blev kritikerrosad för sin insats. Hon spelade sen mot Jerry Seinfeld i Unfrosted (2024).

## Privatliv
Sedan 2005 är McCarthy gift med skådespelaren och regissören Ben Falcone. Tillsammans har de två döttrar. Tillsammans har de producerat en rad av McCarthys filmer som till exempel Tammy (2014), The Boss (2016) och Life of the Party (2018), SuperIntelligence (2020) och Thunder Force (2021). Falcone har även gjort cameoroller i flera av McCarthys filmer.
McCarthy startade 2015 klädkollektionen Seven7 för plus size-kvinnor.

## Filmografi (i urval)

### Film
| År   | Titel                            | Roll                      | Notering                 |
| ---- | -------------------------------- | ------------------------- | ------------------------ |
| 1998 | God                              | Margaret                  | Kortfilm                 |
| 1999 | Go                               | Sandra                    |                          |
| 2000 | Charlies änglar                  | Doris                     |                          |
| 2000 | Drowning Mona                    | Shirley                   |                          |
| 2000 | The Kid                          | Sky King servitris        |                          |
| 2002 | Pumpkin                          | Cici Pinkus               |                          |
| 2002 | The Third Wheel                  | Marilyn                   |                          |
| 2002 | Vit oleander                     | Sjukvårdare               |                          |
| 2003 | The Life of David Gale           | Nico Goth-tjejen          |                          |
| 2003 | Chicken Party                    | Tot Wagner                | Kortfilm                 |
| 2003 | Charlies änglar – Utan hämningar | Kvinna på brottsplats     | Okrediterad              |
| 2007 | Cook Off!                        | Amber Strang              |                          |
| 2007 | The Nines                        | Margaret / Melissa / Mary |                          |
| 2008 | Just Add Water                   | Selma                     |                          |
| 2008 | Pretty Ugly People               | Becky                     |                          |
| 2010 | The Back-Up Plan                 | Carol                     |                          |
| 2010 | Life as We Know It               | DeeDee                    |                          |
| 2011 | Bridesmaids                      | Megan Price               |                          |
| 2012 | This Is 40                       | Catherine                 |                          |
| 2013 | Identity Thief                   | Diana / Dawn Budgie       |                          |
| 2013 | Baksmällan del III               | Cassy                     |                          |
| 2013 | The Heat                         | Shannon Mullins           |                          |
| 2014 | Tammy                            | Tammy Banks               | Även manus och producent |
| 2014 | St. Vincent                      | Maggie Bronstein          |                          |
| 2015 | Spy                              | Susan Cooper              |                          |
| 2016 | The Boss                         | Michelle Darnell          | Även manus och producent |
| 2016 | Central Intelligence             | Darla McGuckian           | Cameo                    |
| 2016 | Ghostbusters                     | Dr. Abigail "Abby" Yates  |                          |
| 2018 | Life of the Party                | Deanna Miles              | Även manus och producent |
| 2018 | The Happytime Murders            | Connie Edwards            | Även producent           |
| 2018 | Can You Ever Forgive Me?         | Leonore "Lee" Israel      |                          |
| 2019 | The Kitchen                      | Kathy Brennan             |                          |
| 2020 | Superintelligence                | Carol Vivian Peters       | Även producent           |
| 2021 | Thunder Force                    | Lydia Berman / The Hammer | Även producent           |
| 2021 | The Starling                     | Lily Maynard              |                          |
| 2022 | Thor: Love and Thunder           | Hela skådespelare         | Cameo                    |
| 2023 | Den lilla sjöjungfrun            | Ursula                    |                          |
| 2023 | Genie                            | Flora                     | Även producent           |
| 2024 | Unfrosted                        | Donna Stankowski          |                          |

### TV
| År        | Titel                             | Roll             | Notering                                               |
| --------- | --------------------------------- | ---------------- | ------------------------------------------------------ |
| 1997      | Jenny                             | Melissa          | Avsnitt: "A Girl's Gotta Live in the Real World"       |
| 2000      | D.C.                              | Molly            | 2 avsnitt                                              |
| 2000-2007 | Gilmore Girls                     | Sookie St. James | 153 avsnitt                                            |
| 2002-2005 | Kim Possible                      | DNAmy            | Röstroll, 3 avsnitt                                    |
| 2004      | Simma lugnt, Larry!               | Säljkvinna       | Avsnitt: "The Surrogate"                               |
| 2007-2009 | Samantha Who?                     | Dena             | 35 avsnitt                                             |
| 2009      | Rita Rocks                        | Mindy Boone      | 5 avsnitt                                              |
| 2010      | Private Practice                  | Molly Flynn      | Avsnitt: "Best Laid Plans"                             |
| 2010-2016 | Mike & Molly                      | Molly Flynn      | 127 avsnitt                                            |
| 2011      | Saturday Night Live               | Värd             | Avsnitt: "Melissa McCarthy / Lady Antebellum"          |
| 2012      | Pingvinerna från Madagaskar       | Shelley          | Röstroll                                               |
| 2013      | Saturday Night Live               | Värd             | Avsnitt: "Melissa McCarthy / Phoenix"                  |
| 2014      | Saturday Night Live               | Värd             | Avsnitt: "Melissa McCarthy / Imagine Dragons"          |
| 2016      | Gilmore Girls: A Year in the Life | Sookie St. James | Avsnitt: "Fall"                                        |
| 2016      | Saturday Night Live               | Värd             | Avsnitt: "Melissa McCarthy / Kanye West"               |
| 2017-2018 | Nobodies                          | Sig själv        | Även producent                                         |
| 2017      | Saturday Night Live               | Sean Spicer      | 4 avsnitt                                              |
| 2017      | Saturday Night Live               | Värd             | Avsnitt: "Melissa McCarthy / Haim"                     |
| 2020      | Little Big Shots                  | Värd             | Även producent                                         |
| 2021      | Nine Perfect Strangers            | Frances Welty    | 8 avsnitt, även producent                              |
| 2022      | God's Favorite Idiot              | Amily Luck       | 8 avsnitt, även producent                              |
| 2022      | The Simpsons                      | Calvin           | Röstroll, avsnitt: "Step Brother from the Same Planet" |
| 2024      | RuPaul's Drag Race                | Sig själv        | Avsnitt: "The Sound of Rusic"                          |
| 2024      | Only Murders in the Building      |                  | Kommande                                               |